# معاهدة أدرنة (1829)

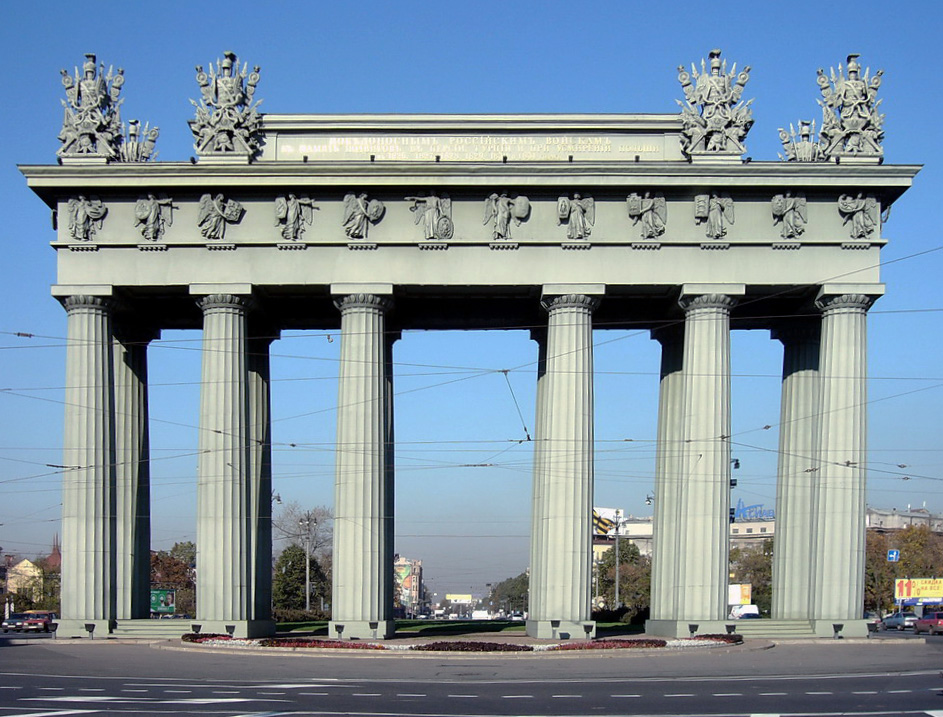

اتفاقية أدرنة 1829 هي اتفاقية بين الدولة العثمانية والامبراطورية الروسية وتسمى بالإنكليزية "معاهدة أدريانوپل"، أنهت الحرب التركية الروسية (1828–1829) بين الامبراطورية الروسية والدولة العثمانية. وقد وُقعت في 14 سبتمبر 1829م في أدرنة من قِبل الكونت أليكسي فيودوروفيتش أورلوف من روسيا وعبد القادر بك عن الدولة العثمانية.
وطبقاً لمعاهدة أدرنة، أعاد السلطان محمود الثاني ضمان الاستقلال الذاتي الموعود سابقاً لـصربيا، ووعد باستقلال ذاتي لليونان، وسمح لروسيا باحتلال مولداڤيا والأفلاق حتى تدفع الدولة العثمانية تعويض مالي فادح. إلا أنه بمقتضى التعديلات التي أدخلتها معاهدة هنكار إسكله سي، فإن تلك التعويضات تم تخفيضها بشكل كبير.